# Черноусово (Тульская область)
Черноусово — село в составе Липицкого муниципального образования Чернского района Тульской области РФ, входит в состав территории, относящейся к Красивской сельской администрации с центром в деревне Красивка. С апреля 2014 года входит в состав объединённого, с ныне упразднённым Кожинским муниципальным образованием, Липицкого сельского поселения.

## Описание

### География
Село находится в южной части Чернского района в 7 км от сельского административного центра — деревни Красивка, в 7 км от районного центра — посёлка городского типа Чернь. Располагается в лесистой низменной местности, на правом берегу в излучине реки Черни.

### Название
Название состоит из двух слов-топонимов: «чернь» — название реки и «устье» — многозначный термин у разных народов — «вода», «приток реки» (недалеко устье реки Уготь), «мыс», «отвод от чего-либо» (крутая излучина реки Черни). Получается «Черно + усово (устье, усье)».

### История
Упоминание о селении сохранилось в списке Дозорной книги поместных и вотчинных земель Чернского уезда письма Поликарпа Давыдова и подъячего Матвея Лужина за 1615 год, где сказано: «Село Черноусово, на речке на Черни, под Гроховым лесом. А в нем церковь Преображения Господа Бога и Спаса нашего Исуса Христа, древяна (деревянная), клетцки. А в ней Божие милосердие: образы и книги, и ризы, и всякое церковное строенье мирское. … Да в сельце же казаки. И всего в сельце Черноусове сорок восемь дворов казачьих …».
Известно, что другой деревянный храм был построен в 1796 году также во имя Преображения Господня. Этот храм был куплен крестьянами во Мценске и перевезён в Черноусово. В 1889 году обновили иконостас на церковные средства.
В состав прихода входило само село Черноусово и деревни: Коженка (Черноусовские Выселки) и Байденка (Байдячка). Церковь была разрушена во время Великой Отечественной войны. С 1881 года существовала земская школа. В 1859 году в селе насчитывалось 117 крестьянских дворов. До революции в селе находилось помещичье имение и большой фруктовый сад. В советское время в барском доме размещалась 8-летняя школа.
В 1996 году коллекционер Михаил Красинец основал в деревне музей советских автомобилей под открытым небом, в экспозиции более 350 машин.

## Население
| Годы      | 1857  | 1859 | 2010 |
| --------- | ----- | ---- | ---- |
| Население | 758 * | 748  | 0    |

* 45 человек военного ведомства, 713 — крепостных государственных